# Patrick Lawrence (5e baron Trevethin)
Pour les articles homonymes, voir Lawrence.
 (janvier 2021).
Patrick John Tristram Lawrence, 5e baron Trevethin et 3e baron Oaksey (né le 29 juin 1960) est un avocat britannique, pair héréditaire et membre crossbencher de la Chambre des lords.

## Biographie
Il est avocat de 4 New Square Chambers et est élu à la Chambre des Lords lors d'une élection partielle entre pairs héréditaires en octobre 2015, à la suite du départ à la retraite de David Montgomery (2e vicomte Montgomery d'Alamein).
Il fait ses études à Christ Church, Oxford.
En 1987, il épouse Lucinda, fille de l'homme d'affaires Demetri Marchessini. Ils ont un fils et deux filles.